# SS Deutschland (1900)
La SS Deutschland è stata un transatlantico di proprietà della compagnia tedesca Hamburg-Amerika Line. Ha navigato per 25 anni sotto tre diversi nomi.
È stata l'unica nave a quattro fumaioli della Hamburg-Amerika. I suoi motori molto potenti le hanno permesso di vincere ben 8 volte il Blue Riband, attraversando l'Atlantico in poco più di cinque giorni, a scapito però della comodità dei passeggeri. Le vibrazioni dei motori erano tali che è stata soprannominata The Cocktail Shaker.
Nel 1910 è stata ritirata dalla rotta transatlantica e adibita a nave da crociera con il nome di Viktoria Luise, diminuendo la potenza dei motori.
La nave non è stata usata durante la prima guerra mondiale sempre a causa dei motori. Nel 1921 è stata rinominata Hansa e adibita al trasporto di migranti, ma le restrizioni dei flussi migratori verso gli Stati Uniti hanno reso poco vantaggioso quest'ultimo impiego. È stata quindi demolita nel 1925.